# Arturo Coello
Arturo Coello Manso (* 8. März 2002 in Mojados) ist ein spanischer Padelspieler. Ende 2023 und 2024 erreichte er den ersten Platz in der World-Padel-Tour- und FIP-Rangliste. Seine Spielhand ist links und er spielt auf der rechten Seite mit Agustín Tapia, der auf der linken Seite spielt.

## Laufbahn
Arturo Coello stammt aus Mojados, einem Dorf in der Provinz Valladolid. Er begann sehr jung mit dem Padel und wurde schnell in den Juniorenkategorien bekannt. Er startete 2019 an der Seite von Alberto Rea auf der World Padel Tour, wurde aber erst 2020 mit Iván Ramírez als Teamkollegen bekannt. Im November 2021 gewann er mit der spanischen Mannschaft an der Seite von Alejandro Galán die Padel-Weltmeisterschaft.
Nach kurzen Kooperationen unter anderem mit Miguel Lamperti, Javi Ruiz oder Alex Arroyo schloss sich Coello mit der Padel-Legende Fernando Belasteguín zusammen, mit der er 2022 seine ersten drei World Padel Tour-Turniere gewann. Mit 19 Jahren wurde er der jüngste Spieler der Geschichte, der ein WPT-Turnier und sein erstes Premier Padel-Turnier gewann. Er schloss sich Anfang 2023 mit Agustín Tapia zusammen und erreichte als jüngster Spieler in der Geschichte den ersten Platz in der Rangliste der World Padel Tour und trat damit die Nachfolge des Paares Juan Lebrón/Alejandro Galán an, das diesen Platz drei Jahre lang besetzt hatte.
Coello erreichte 2024 hinter Tapia den zweiten Platz als Most Valuable Player (MVP, englisch wertvollsten Spieler). Dieser MVP-Titel wird bei den Padel Honors verliehen. Fans stimmten 2025 darüber ab, wer die Auszeichnung als MVP, als bester Angreifer, als bester Verteidiger und als bester Rookie (englisch Aufsteiger) erhält. Zudem erhielt das Paar Tapia/Coello die Auszeichnung für den besten gewonnenen Ballwechsel des Jahres (vergleichbar mit dem Tor des Jahres im Fußball).

### Weltmeister im Padel
| Jahr | Gastgeber | Finalgegner | Ergebnis |
| ---- | --------- | ----------- | -------- |
| 2021 | Doha      | Argentinien | 2:0      |

### Siege im Premier Padel
| N.º | Jahr | Turnier           | Kategorie | Partner              | Finalgegner                          | Ergebnis      |
| --- | ---- | ----------------- | --------- | -------------------- | ------------------------------------ | ------------- |
| 1.  | 2022 | Monterrey         | Major     | Fernando Belasteguín | Sanyo Gutiérrez Agustín Tapia        | 6:3, 3:6, 6:3 |
| 2.  | 2023 | Rom               | P1        | Agustín Tapia        | Federico Chingotto Francisco Navarro | 7:5, 7:6      |
| 3.  | 2023 | Madrid            | P1        | Agustín Tapia        | Federico Chingotto Francisco Navarro | 7:5, 6:2      |
| 4.  | 2023 | Mendoza           | P1        | Agustín Tapia        | Martín Di Nenno Franco Stupaczuk     | 6:2, 7:6      |
| 5.  | 2023 | Paris             | Major     | Agustín Tapia        | Federico Chingotto Francisco Navarro | 7:6, 6:1      |
| 6.  | 2024 | Doha              | Major     | Agustín Tapia        | Miguel Yanguas Javier Garrido        | 6:0, 6:2      |
| 7.  | 2024 | Acapulco          | Major     | Agustín Tapia        | Juan Lebrón Alejandro Galán          | 6:0, 6:4      |
| 8.  | 2024 | Puerto Cabello    | P2        | Agustín Tapia        | Alejandro Galán Federico Chingotto   | 2:6, 6:3, 6:3 |
| 9.  | 2024 | Asunción          | P2        | Agustín Tapia        | Alejandro Galán Federico Chingotto   | 6:1, 3:6, 7:6 |
| 10. | 2024 | Santiago de Chile | P1        | Agustín Tapia        | Alejandro Galán Federico Chingotto   | 6:0, 4:6, 6:4 |
| 11. | 2024 | Málaga            | P1        | Agustín Tapia        | Alejandro Galán Federico Chingotto   | 6:2, 6:3      |
| 12. | 2024 | Madrid            | P1        | Agustín Tapia        | Alejandro Galán Federico Chingotto   | 6:3, 7:6      |
| 13. | 2024 | Rotterdam         | P1        | Agustín Tapia        | Alejandro Galán Federico Chingotto   | 6:2, 6:2      |
| 14. | 2024 | Valladolid        | P2        | Agustín Tapia        | Alejandro Galán Federico Chingotto   | 6:4, 4:6, 6:3 |
| 15. | 2024 | Paris             | Major     | Agustín Tapia        | Alejandro Galán Federico Chingotto   | 6:2, 6:1      |
| 16. | 2024 | Dubai             | P1        | Agustín Tapia        | Alejandro Galán Federico Chingotto   | 6:4, 6:3      |
| 17. | 2024 | Kuwait-Stadt      | P1        | Agustín Tapia        | Miguel Yanguas Franco Stupaczuk      | 6:4, 6:2      |
| 18. | 2024 | Acapulco          | Major     | Agustín Tapia        | Franco Stupaczuk Miguel Yanguas      | 4:6, 6:1, 6:2 |
| 19. | 2024 | Mailand           | P1        | Agustín Tapia        | Alejandro Galán Federico Chingotto   | 6:4, 7:5      |
| 20. | 2025 | Riad              | P1        | Agustín Tapia        | Franco Stupaczuk Juan Lebrón         | 6:3, 5:7, 6:3 |
| 21. | 2025 | Doha              | Major     | Agustín Tapia        | Federico Chingotto Alejandro Galán   | 7:6, 6:2      |
| 22. | 2025 | Brüssel           | P2        | Agustín Tapia        | Federico Chingotto Alejandro Galán   | 2:6, 6:4, 6:1 |
| 23. | 2025 | Buenos Aires      | P1        | Agustín Tapia        | Lucas Bergamini Paquito Navarro      | 6:2, 6:2      |
| 24. | 2025 | Valladolid        | P2        | Agustín Tapia        | Juan Lebrón Franco Stupaczuk         | 7:5, 6:4      |
| 25. | 2025 | Bordeaux          | P2        | Agustín Tapia        | Federico Chingotto Alejandro Galán   | 7:612 , 6:4   |
| 26. | 2025 | Málaga            | P1        | Agustín Tapia        | Federico Chingotto Alejandro Galán   | 6:4, 7:5      |
| 27. | 2025 | Tarragona         | P1        | Agustín Tapia        | Federico Chingotto Alejandro Galán   | 7:6, 7:5      |